# Великобритания на летних Олимпийских играх 1896
Великобритания впервые участвовала на летних Олимпийских играх 1896 и была представлена десятью спортсменами в семи видах спорта. По итогам соревнований команда заняла пятое место в общекомандном зачёте и один из спортсменов установил олимпийский рекорд в лёгкой атлетике. В составе делегации не присутствовали австралийские спортсмены, зато ирландские выступали за эту сборную.
Некоторые из британских теннисистов в парных соревнованиях выступали с представители чужих сборных, и их результаты приписываются смешанной команде.

## Медалисты

### Золото
| Золото |                  |                                       |
| №      | Спортсмены       | Вид спорта (дисциплина)               |
| 1      | Джон Пий Боланд  | Теннис (одиночный разряд)             |
| 2      | Ланчестон Эллиот | Тяжёлая атлетика (толчок одной рукой) |

### Серебро
| Серебро |                  |                                                 |
| №       | Спортсмены       | Вид спорта (дисциплина)                         |
| 1       | Грэндли Гулдинг  | Лёгкая атлетика (бег на 110 метров с барьерами) |
| 2       | Фрэнк Кипинг     | Велоспорт (12-часовая гонка)                    |
| 3       | Ланчестон Эллиот | Тяжёлая атлетика (толчок двумя руками)          |

### Бронза
| Бронза |               |                                     |
| №      | Спортсмены    | Вид спорта (дисциплина)             |
| 1      | Эдвард Баттел | Велоспорт (шоссейная гонка)         |
| 2      | Чарльз Гмелин | Лёгкая атлетика (бег на 400 метров) |

## Результаты соревнований

### Борьба
| Ланчестон Эллиот | Карл Шуман (GER) проиграл | не прошёл | не прошёл | не прошёл | не прошёл |

### Велоспорт
| Соревнование     | Спортсмены    | Финал      | Финал |
| Соревнование     | Спортсмены    | Результат  | Место |
| ---------------- | ------------- | ---------- | ----- |
| Гит на 333,3 м   | Эдвард Баттел | 26,2 с     | 4     |
| Гит на 333,3 м   | Фрэнк Кипинг  | 27,0 с     | 5     |
| 100 километров   | Эдвард Баттел | DNF        | —     |
| 12-часовая гонка | Фрэнк Кипинг  | 314,664 км | 2     |
| Шоссейная гонка  | Эдвард Баттел | неизвестен | 3     |

### Лёгкая атлетика
| Соревнование           | Спортсмены       | Предварительный раунд | Предварительный раунд | Финал      | Финал     |
| Соревнование           | Спортсмены       | Результат             | Место                 | Результат  | Место     |
| ---------------------- | ---------------- | --------------------- | --------------------- | ---------- | --------- |
| 100 метров             | Чарльз Гмелин    | неизвестен            | 3                     | не прошёл  | не прошёл |
| 100 метров             | Ланчестон Эллиот | неизвестен            | 3                     | не прошёл  | не прошёл |
| 100 метров             | Джордж Маршалл   | неизвестен            | 5                     | не прошёл  | не прошёл |
| 400 метров             | Чарльз Гмелин    | неизвестен            | 2                     | неизвестен | 3         |
| 800 метров             | Джордж Маршалл   | неизвестен            | 4                     | не прошёл  | не прошёл |
| 110 метров с барьерами | Грэндли Гулдинг  | 18,4 с OR             | 1                     | 17,6       | 2         |
| Метание диска          | Джордж Маршалл   |                       |                       | 25,20 м    | 4         |

### Спортивная гимнастика
| Соревнование      | Спортсмены       | Финал      | Финал |
| Соревнование      | Спортсмены       | Результат  | Место |
| ----------------- | ---------------- | ---------- | ----- |
| Лазание по канату | Ланчестон Эллиот | неизвестен | 5     |

### Стрельба
Спортсменов — 2
| Соревнование                   | Спортсмены    | Финал      | Финал |
| Соревнование                   | Спортсмены    | Результат  | Место |
| ------------------------------ | ------------- | ---------- | ----- |
| Армейская винтовка, 200 метров | Сидней Мерлин | 1156       | 10    |
| Армейская винтовка, 200 метров | Машоне        | неизвестен | 14-41 |
| Армейская винтовка, 300 метров | Сидней Мерлин | неизвестен | 6-18  |
| Армейский пистолет, 25 метров  | Сидней Мерлин | DNF        | —     |
| Скоростной пистолет, 25 метров | Сидней Мерлин | DNF        | —     |

### Теннис

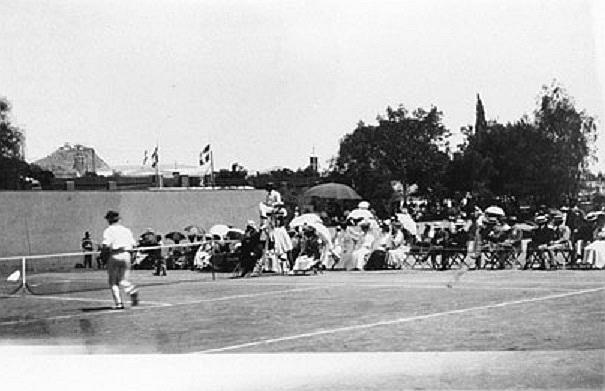
Финальный матч по теннису между Джоном Пийем Боландом и Дионисиосом Касдаглисом

Курсивом выделены пары, чьи результаты были засчитаны смешанной команде.
| Соревнование     | Спортсмены                          | Первый раунд                                                        | Второй раунд                                  | Полуфинал                                                         | Финал                                                                           |
| Соревнование     | Спортсмены                          | Соперник Результат                                                  | Соперник Результат                            | Соперник Результат                                                | Соперник Результат                                                              |
| ---------------- | ----------------------------------- | ------------------------------------------------------------------- | --------------------------------------------- | ----------------------------------------------------------------- | ------------------------------------------------------------------------------- |
| Одиночный разряд | Джон Пий Боланд                     | Фридрих Траун (GER) выиграл                                         | Евангелос Раллис (GRE) выиграл; 6-0, 2-6, 6-2 | Константинос Паспатис (GRE) выиграл                               | Дионисиос Касдаглис (GRE) выиграл; 6-2, 6-2                                     |
| Одиночный разряд | Джордж Робертсон                    | Константинос Паспатис (GRE) проиграл                                | не прошёл                                     | не прошёл                                                         | не прошёл                                                                       |
| Парный разряд    | Джон Пий Боланд Фридрих Траун (GER) | Аристидис Акратопулос (GRE) Константинос Акратопулос (GRE) выиграли |                                               |                                                                   | Дионисиос Касдаглис (GRE) Деметриос Петрококкинос (GRE) выиграли; 5-7, 6-3, 6-3 |
| Парный разряд    | Джордж Робертсон Тедди Флэк (AUS)   |                                                                     |                                               | Дионисиос Касдаглис (GRE) Деметриос Петрококкинос (GRE) проиграли | не прошли                                                                       |

### Тяжёлая атлетика
| Соревнование        | Спортсмены       | Финал     | Финал |
| Соревнование        | Спортсмены       | Результат | Место |
| ------------------- | ---------------- | --------- | ----- |
| Толчок двумя руками | Ланчестон Эллиот | 111,5 кг  | 2     |
| Толчок одной рукой  | Ланчестон Эллиот | 71,0 кг   | 1     |